# Virtua Tennis 4
Virtua Tennis 4 (Sega Professional Tennis: Power Smash 4 en Japón) es la cuarta secuela (quinto juego) de la franquicia de videojuegos de tenis de Sega, Virtua Tennis. Inicialmente anunciado como un juego exclusivo de PlayStation 3, a fin de tomar ventaja del controlador PlayStation Move, el juego también fue lanzado para Xbox 360 (tomando ventaja de Kinect), Wii (con soporte Wii Motion Plus), Microsoft Windows y PlayStation Vita (como juego de lanzamiento), este último bajo el título Virtua Tennis 4: World Tour Edition. Virtua Tennis 4 es el primer juego numerado de la serie sin un lanzamiento arcade.

## Jugabilidad
El juego soporta el control PlayStation Move en la consola PlayStation 3 y también soporta el periférico Kinect en Xbox 360, además el juego puede ser mejorado en Wii a través del uso del Wii Motion Plus. Todos los productos anteriormente nombrados eran opcionales. Virtua Tennis 4 te permite ponerte en los zapatos de alguno de los mejores tenistas profesionales del mundo. Cada giro de la raqueta se puede realizar con el control de movimiento de PlayStation Move y podrás juzgar el enfoque de la pelota mejor que nunca. Gracias al apoyo de la tecnología 3D. El movimiento de izquierda a derecha del personaje será automático, pero cada golpe de la raqueta deberá ser realizado por el jugador y uno puede retroceder o avanzar a la red caminando para atrás o adelante, según corresponda. Hay un sistema de cámaras dinámicas en todo el lugar, así que cuando la pelota está en la otra mitad de la cancha la cámara se aleja para que usted pueda ver su posición. La versión de Microsoft Windows será igual a la de Xbox 360
Cuando la bola viene hacia ti, se desliza sin problemas hasta un punto de vista en primera persona, donde se puede ver la raqueta en frente de ti y el tiempo de su swing. Puedes incluso girar la raqueta para ajustar la cara cuando golpea la pelota, permitiendo a los jugadores expertos aplicar efecto. Es accesible y muy intuitivo, sobre todo cuando se juega con la tecnología 3D.

## Jugadores
El 20 de enero de 2011, Sega América lanzó un tráiler en su canal de YouTube donde se mostró una lista parcial de jugadores que fueron confirmados para el juego. En su blog publicado el mismo día se anunció que habrá siete nuevas inclusiones en el mismo.

El 26 de enero se publicó la lista completa de jugadores en la página de Facebook del juego, y el 31 de marzo se dio paso a las leyendas por el mismo medio. Sin embargo, estas eran exclusivas para PlayStation 3 (además de 2 nuevos minijuegos).
Puedes crear ocho de tus propios jugadores avatar de tenis y ayudarles a hacer su camino a través de la clasificación mundial.
| Hombres - Roger Federer - Juan Martín del Potro - Novak Djokovic - Fernando González - Tommy Haas - Philipp Kohlschreiber - Gaël Monfils - Andy Murray - Rafael Nadal - Andy Roddick - Andreas Seppi | Mujeres - Anna Chakvetadze - Ana Ivanović - Svetlana Kuznetsova - Laura Robson - María Sharápova - Venus Williams - Caroline Wozniacki | Leyendas - Boris Becker PS - Jim Courier - Stefan Edberg PS - Patrick Rafter PS Jefes - King - Duke |

PS Exclusivo para PlayStation 3 y Vita

## Pistas
La siguiente lista contiene los estadios disponibles para las versiones de consola, incluyendo aquellos estadios que solo son accesibles mediante el modo Campeonato Mundial. Debido a que para la versión de PS Vita se espera un total de 33 estadios, con seguridad esta lista aumentará después de su lanzamiento.
Grand Slams
- Campeonato de Australia - Melbourne - Dura (Abierto de Australia)
- Campeonato de Francia - París - Polvo de ladrillo (Torneo de Roland Garros)
- Clásico de Tenis de Inglaterra - Londres - Hierba (Wimbledon)
- Súper Tenis EE. UU. - Nueva York - Dura (Abierto de los Estados Unidos)

Torneos Especiales
- Grand Square (Campeonato Final de la SPT)(Copa Masters o ATP Word Tour Finals) - Chicago - Dura
- The Tennis Hall (Rey de los Jugadores) - Dallas - Bajo Techo

Torneos Ventaja (ATP 500)
- Torneo Ventaja China - Shanghái - Dura
- Torneo Ventaja Egipto - El Cairo - Dura
- Torneo Ventaja Suecia - Estocolmo - Dura
- Torneo Ventaja Canadá - Vancouver - Hierba

Giras Mundiales (ATP Masters 1000)
- Campeonato Asiático - Mar de China Meridional - Dura (Masters de Shanghái)
- Campeonato Mediterráneo - Marbella - Polvo de ladrillo (Masters de Madrid)
- Campeonato Europeo - Praga - Hierba
- Campeonato Americano - Los Ángeles - Bajo Techo (Masters de Indian Wells)

Pistas Satélite (ATP 250)
- Pista Satélite I - Hierba
- Pista Satélite II - Hierba
- Pista Satélite III - Dura
- Pista Satélite IV - Dura
- Pista Satélite V - Polvo de ladrillo
- Pista Satélite VI - Polvo de ladrillo
- Pista Satélite VII - Dura
- Pista Satélite VIII - Dura

## Desarrollo
Este es el primer juego que es desarrollado por el equipo original de Virtua Tennis, Sega AM3 desde 2006. A pesar de que Sega decidió saltarse la Gamescom, Virtua Tennis 4 fue revelado en el stand de Sony.
El 7 de junio de 2011, Sega confirmó que el juego estará disponible para la PlayStation Vita como un título de lanzamiento, el cual estará disponible al público a principios de 2012.

## Recepción
Game Zone le dio al juego un 6/10, afirmando que «Por lo general, Virtua Tennis 4 se adhiere fuertemente a sus raíces, trayendo entusiasmo suficiente para atraer a un público más amplio. Sin embargo, sería util para estudios a llevarse a cabo de títulos similares que estas características actualizadas pudieran encontrar su camino por esta querida franquicia. Virtua Tennis ha demostrado su vitalidad en los últimos años. Ahora solo tiene que mostrarnos que no la ha perdido».